# Джеррі Дейлі
Джеррі Дейлі (англ. Gerry Daly, нар. 30 квітня 1954, Дублін) — ірландський футболіст, що грав на позиції півзахисника. По завершенні ігрової кар'єри — тренер. Відомий за виступами в низці англійських клубів, зокрема «Манчестер Юнайтед» та «Дербі Каунті», американському клубі «Нью-Інгленд Ті Мен», а також у складі національної збірної Ірландії.

## Клубна кар'єра
Джеррі Дейлі народився в Дубліні, та розпочав виступи в дорослому футболі в місцевому клубі «Богеміан», в якій провів один сезон. У 1973 році став гравцем англійського клубу «Манчестер Юнайтед», проте за підсумками цього сезону «Манчестер Юнайтед» вибув з першого англійського дивізіону. Проте наступного сезону «Манчестер Юнайтед» повернувся до першого англійського дивізіону, і одним із ключових гравців цього сезону став саме Джеррі Дейлі. Після повернення до першого дивізіону в сезоні 1975—1976 років Джеррі Дейлі у складі «Манчестер Юнайтед» дойшов до фіналу Кубка Англії, щоправда манчестерська команда поступилася у фіналі «Саутгемптону»
У 1977 році Джеррі Дейлі став гравцем іншої англійської команди «Дербі Каунті», у якій грав до 1980 року, з двома піврічними перервами, які футболіст провів у оренді в клубі NASL «Нью-Інгленд Ті Мен». У 1980 році Дейлі став гравцем іншого англійського клубу «Ковентрі Сіті», в якому грав до 1984 року, з піврічною перервою на оренду в клубі «Лестер Сіті». У сезоні 1984—1985 років Джеррі Дейлі грав у складі англійського «Бірмінгем Сіті», а після цього два сезони провів у «Шрусбері Таун». У сезоні 1987—1988 року ірлндський півзахисник грав за «Сток Сіті», а наступний сезон провів у клубі четвертого англійського дивізіону «Донкастер Роверз». З 1989 року Джеррі Дейлі грав за нижчолігову англійську команду «Телфорд Юнайтед», у якій з 1990 року виконував обов'язки граючого головного тренера, остаточно завершив виступи на футбольних полях у 1991 році.

## Виступи за збірну
1973 року Джеррі Дейлі дебютував в офіційних матчах у складі національної збірної Ірландії. У складі збірної брав участь у відбіркових матчах до чемпіонатів світу та чемпіонатів Європи. У складі збірної грав до 1986 року, провів у її формі 48 матчів, забивши 13 голів.

## Титули і досягнення
- Фіналіст Кубка Англії (1):

«Манчестер Юнайтед»: 1975–76